# Францисканский монастырь (Пльзень)

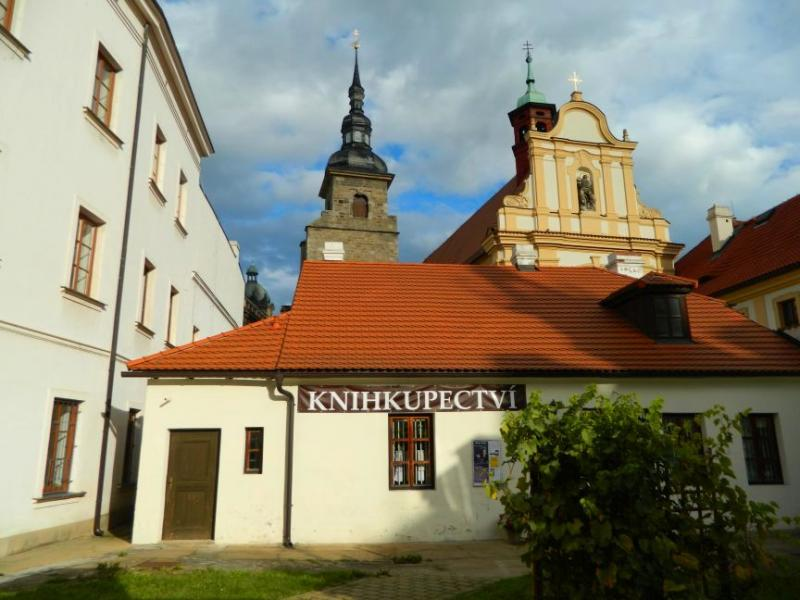
Францисканский монастырь

Францисканский монастырь (чеш. Františkánský klášter) — готический монастырь ордена братьев меньших в центре города Пльзень. Основан приблизительно в 1300 году вместе с Храмом Вознесения Девы Марии. Монастырь прекратил свое существование в 1950 году в ходе правительственной программы по ликвидации монастырей. В настоящие время является музеем, который принадлежит Пльзеньской католической епархии.

## История монастыря
Идея создания францисканского монастыря относится ко времени создания города Пльзень королем Вацлавем II в 1295 году. В юго-восточной части, только возникающего города, на участке прилегающему к крепостным стенам, начинается строительство монастырского здание общины. Приблизительно в 1300 году были воздвигнуты стены пресвитерия и стены восточной части храма. Создание сводов в пресвитерии и трехнефе относится к 1350 году, в восточной части клуатра к 1360 году, в остальных помещениях в ближе к 1380 году.
Во время гуситских войн, под напором радикального гуситского священника Вацлава Коранды францисканцы были вынуждены покинуть монастырь. Однако уже через несколько месяцев смогли вернуться. Во время осады Пльзени в 1433—1434 годах произошел пожар, из-за которого монастырь сильно пострадал. Благодаря различными дарам и подношениям удалось организовать восстановительные работы, которые продолжались 50 лет. В 1460 году с позволение Пия II францисканцы вернули управление монастырем.
В 1618 году во время Битвы при Пльзени монастырь был вновь разрушен. В течение XVII и XVIII столетия монастырь постепенно восстанавливался и расширялся. Ещё в конце 16 столетия появилась башня, а в 1611 году к храму была пристроена часовня Святой Троицы. В конце XVII столетия появилось крыло для послушников и часовня Святого Антонина у северного нефа, автором которой является итальянский архитектор Якуб Августин старший. Реставрацию монастыря продолжил его племянник, Якуб Августин младший и перестроил фасад монастырского храма в 1722—1724 годах.
Реформы Иосифа II привели к уменьшению количества священнослужителей. Последующие изменения происходили уже в конце XIX столетия и в 30-х годах XX столетия.
Францисканская община прекратила свое существование в апреле 1950 года рамках «Акции К» (незаконная насильственная ликвидация монастырей и мужеских католических монашеских орденов). Во время социализма монастырь сначала служил как дом молодежи, а после был переделан в Западочешский музей. В 1989 году монастырь был возвращен римско-каталитической церкви, которая в 1994 году начала постепенную реставрацию по проекту Яна Соукупа.
На сегодняшний день самые интересные части монастыря служат в качестве Музея церковного искусства пльзеньской епархии. Остальные просторы принадлежат приходу Собор Святого Варфоломея, Пльзеньского епископства.

## Храм Вознесения Девы Марии

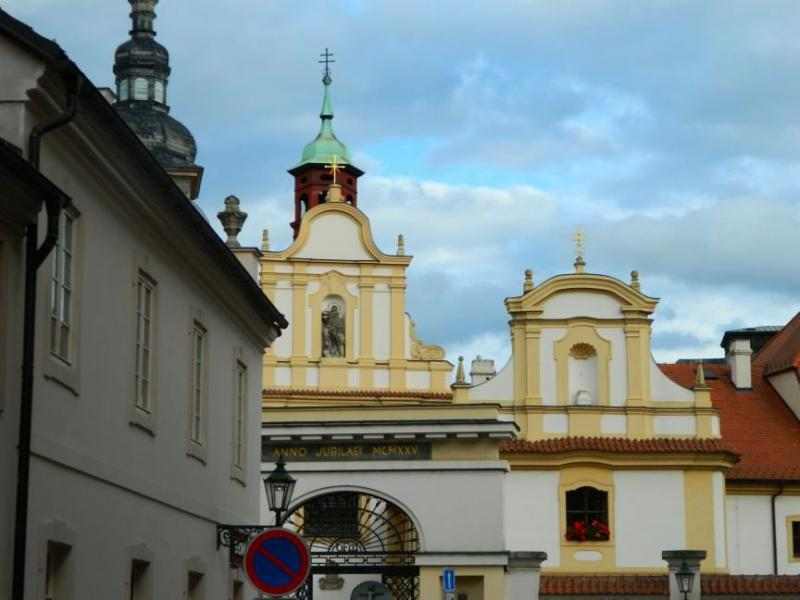
Храм Вознесения Девы Марии

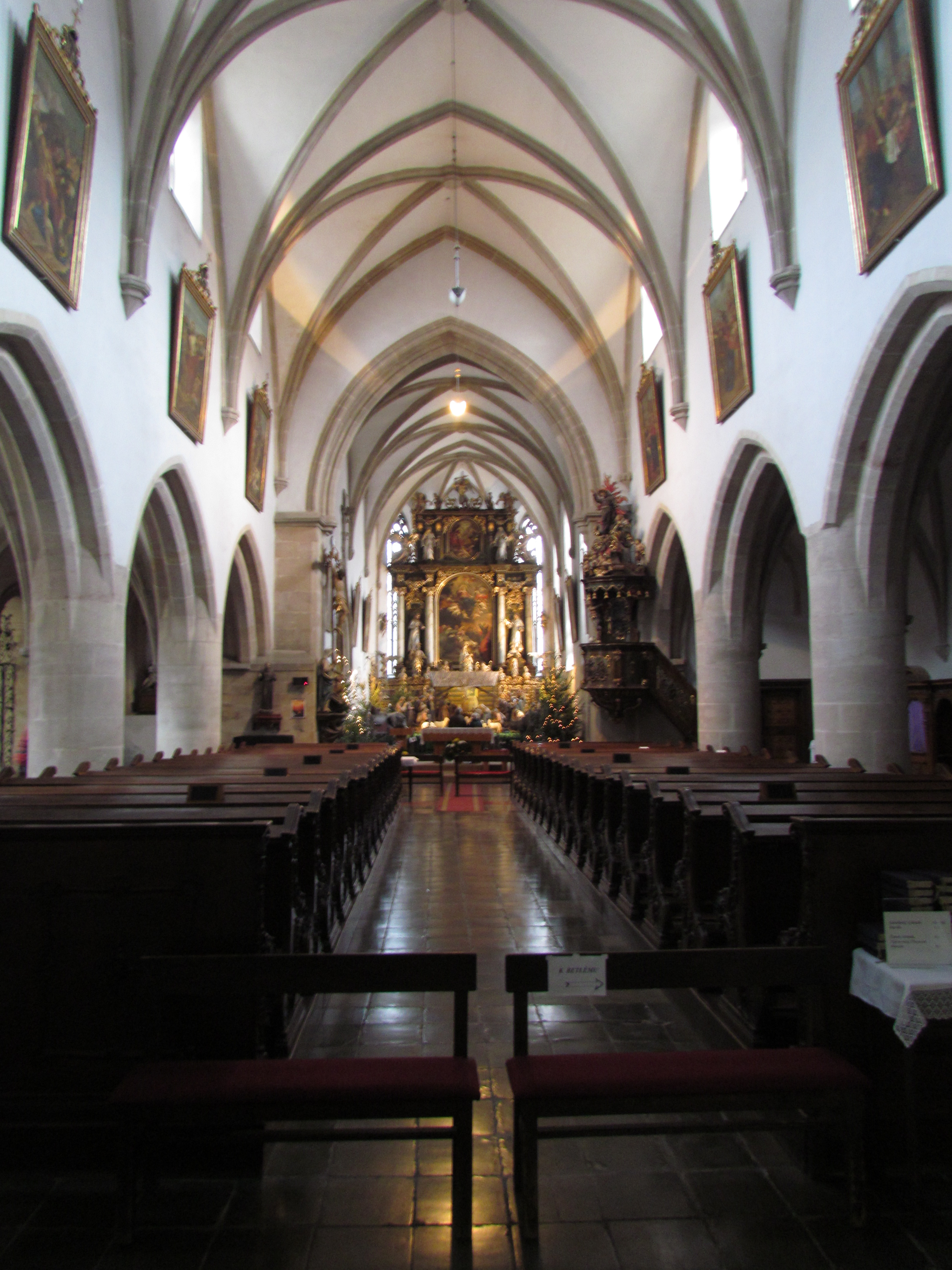
Храм Вознесения Девы Марии

Храм Вознесения Девы Марии является частью бывшего францисканского монастыря, относится к старейшим постройкам в Пльзени. На сегодняшний момент вместе с упомянутым выше монастырем находится под охраной как памятник культуры. Точное время возникновения храма не известно, предположительно в 1350 строительство было окончено.
Храм состоит из 21-метрового трехнефа и 23-метрового пресвитерия. Оба простора перекрываются, сохранившимися до наших дней, готическими крестовыми сводами. Ребра сводов в пресвитерии выходят из простых закругленных пят, заканчивающихся капителями с растительной и геометрической отделкой. Своды аркад опираются непосредственно на колонны, без капителей.
Изначально пресвитерий освещался девятью готическими окнами. В связи со строительством часовни Святой Троицы в 1611 году три окна, прилегающие к северной стене, были заложены. Доминантой пресвитерия является барочный алтарь с копией картины Питера Рубенса Вознесение Девы Марии, изготовленной Франтишкем Луксем в 1700 году. Над ней расположена овальная картина Святой Троицы. Над табернаклем в 1692 была помещена так называемая Францисканская Мадонна, которая припоминает каменную Пльзеньскую Мадонну в Соборе Святого Варфоломея. Алтарь украшают и другие статуи Св. Клары, Св. Елизаветы, Св. Франтишка, Св. Варфоломея, Св. Марка и Св. Бернардина Сиенского. В 1696 году алтарь был дополнен картинами остальных святых. На одной из стен пресвитерия, рядом с триумфальной аркой сохранился кусок ренессансного окошечка, построенного в 1543 году.
Изначально пол трехнефа находился на метр ниже пресвитерия, однако позже уровень пола решили поднять. В северном нефе в восточной части было пристроена часовня Святого Антония Падуанского, в западной части была часовня Святой Анны, которая на сегодняшний момент уже разрушена.
В центральном нефе расположена кафедра от Лазара Видмана в стиле рококо, датированная 1740 годом. На козырьке кафедры находится Св. Франтишек в огненной колеснице, под козырьком расположилась деревянная гравюра Св. Франтишка и Св. Антония Падуанского, который держит в руках монстрацию, а также Св. Варфоломей и Св. Иоанн Капистран. Внешняя сторона кафедры украшена тремя картинами из жизни Св. Франтишка.
В передней части южного нефа находится алтарь Св. Яна Непомуцкого в стиле рококо, который вместе со скульптурой святого, изготовил пльзеньский мещанин Томаш Ребенекер. В западной части находится рельеф из алтаря Св. Анны, который появился примерно в 1525 году. Автором рельефа является Ганс Сусс из Кульбаха.

## Монастырскийклуатр
Аркада, обрамляющая прямоугольный райский сад, с каждой стороны перекрывается шестью травеями крестовых сводов. В восточном крыле клуатра ребра грушевидной формы смыкаются на внешней стороне в острые пяты, в то время как своды, прилегающие к оконной стене, вырастают из одинаковых геометрических пучков над пятами. В остальных частях аркады ребра сводов смыкаются у стены только при помощи острых пят без консолей. Замковые камни в местах пересечения ребер появляются только в некоторых травеях и имеют форму отчасти щита, отчасти круглую. Клуатр опоясывает райский сад. На восточной стороне находятся стрельчатые окна, а на западной — вход в сад в виде портала. В южной части расположилась позднеготическая, богато украшенная кафедра 1543 года, а также маленький скрипторий. В некоторых местах сохранились позднеготические фрески.

## Дом капитула и Часовня Святой Варвары
В восточном крыле клуатра находятся три портала, которые ведут до дома капитула, который потом переходит в пресвитерий часовни Св. Варвары. Подобное соединение дома капитула и часовни является далеко не самым распространенным явлением. Дом капитула перекрывают звездчатые своды с восемью травеями. В углах ребра грушевидной формы заканчиваются простыми геометрическими консолями. Остальные ребра снова заканчиваются острыми пятками. Данные своды относятся к 1460 году, оригинальные же были разрушены во время пожара во второй половине 14 столетия. Только в пресвитерии сохранились первоначальные своды, которые состоят из одной прямоугольной травеи с крестовыми сводами c пятиконечным окончанием. Часовня освещается тремя двустворчатыми стрельчатыми окнами с простыми масверками, подобные окна располагаются в восточной части и освещают дом капитула.
Пресвитерий отделен от нефа триумфальной стрельчатой аркой. На стенах и травериях дома капитула сохранились готические зарисовки сцен из жизни Святой Варвары, предположительно с 1460 года. Часовня и пресвитерий освещаются двустворчатыми стрельчатыми окнами.

## Остальные помещения монастыря
Монастырь также включает в себя трапезную, которая была перестроена в стиле барокко в 1967 году. Из трапезной идет проход в кухню. До реставрационных работ в XVIII столетии над всей кухней находился дымоход. Во время реставрации также появилось крыло для послушников.

## Францисканцы в Пльзени в наши дни
Францисканцы вернулись в Пльзень в 1996 году, когда по просьбе епископа Франтишка Радовски обосновалась в районе Винице. Позднее общиной было приобретено здание в районе Лохотин, где когда-то располагался детский сад. Помещение было переделано в пасторский центр и получило название «Домик», к нему же относится и здание общины, где в настоящие время проживают три францисканских монаха.

## Фотогалерия

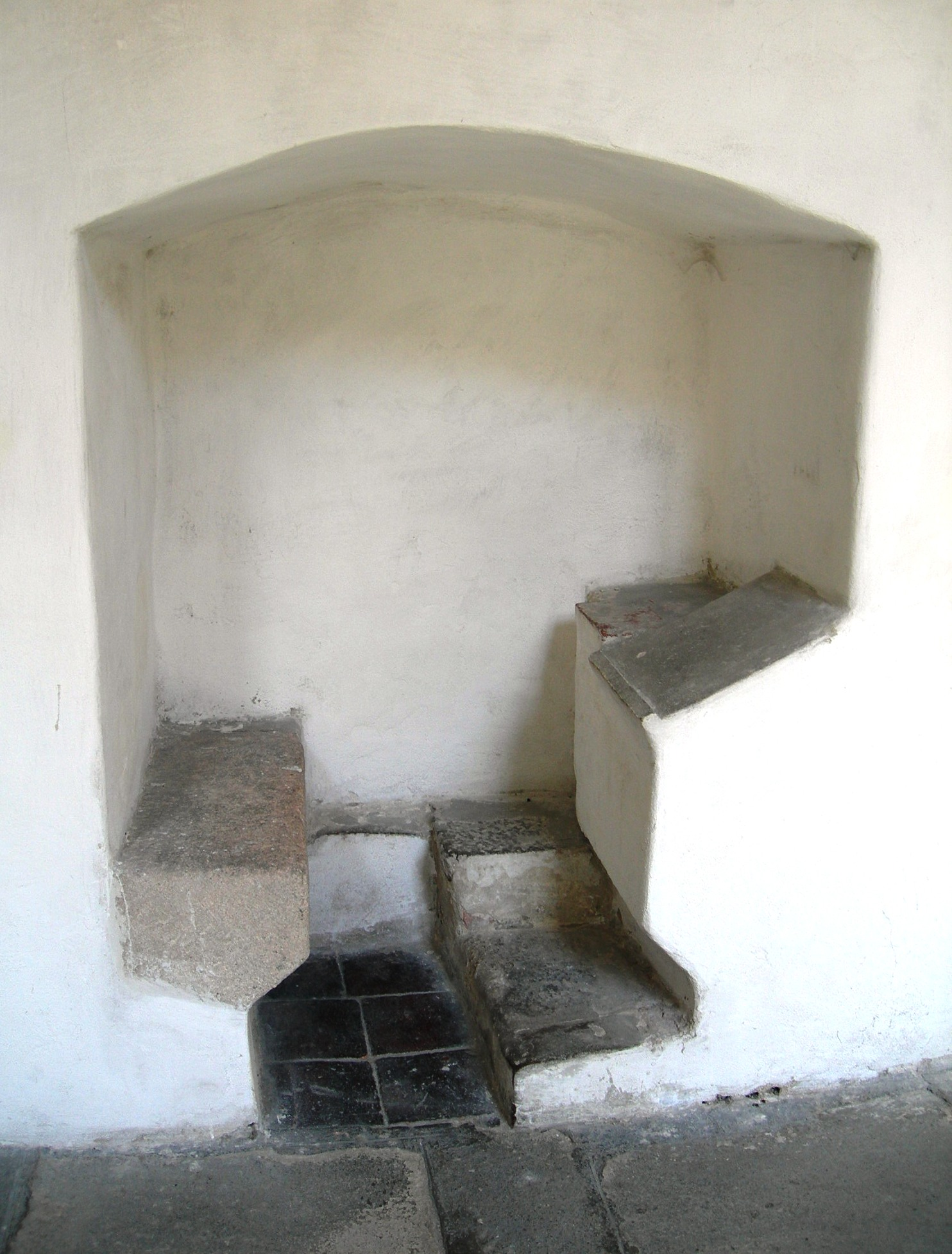
Скрипторий, место для писателей книг
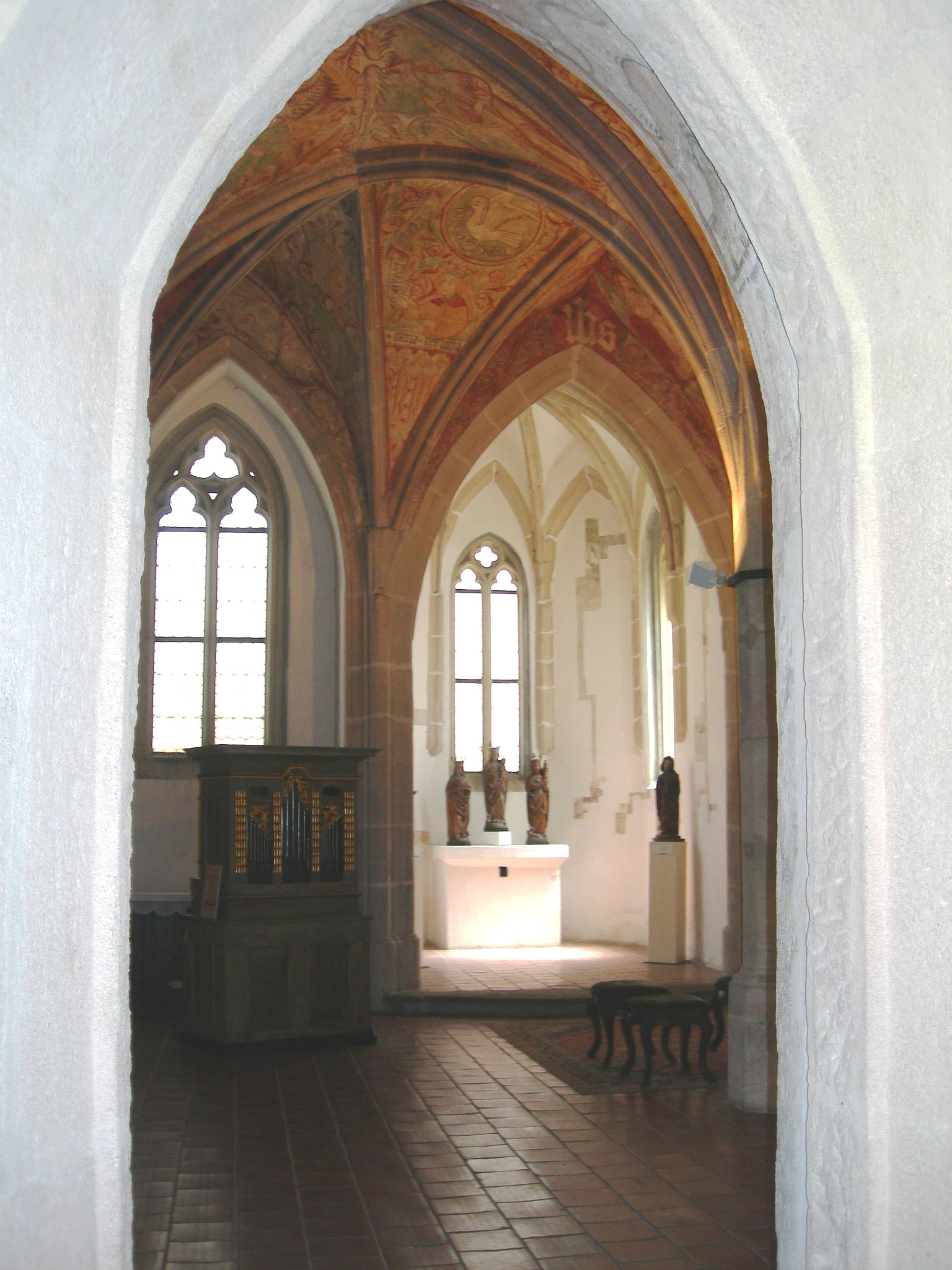
Часовня Св. Варвары
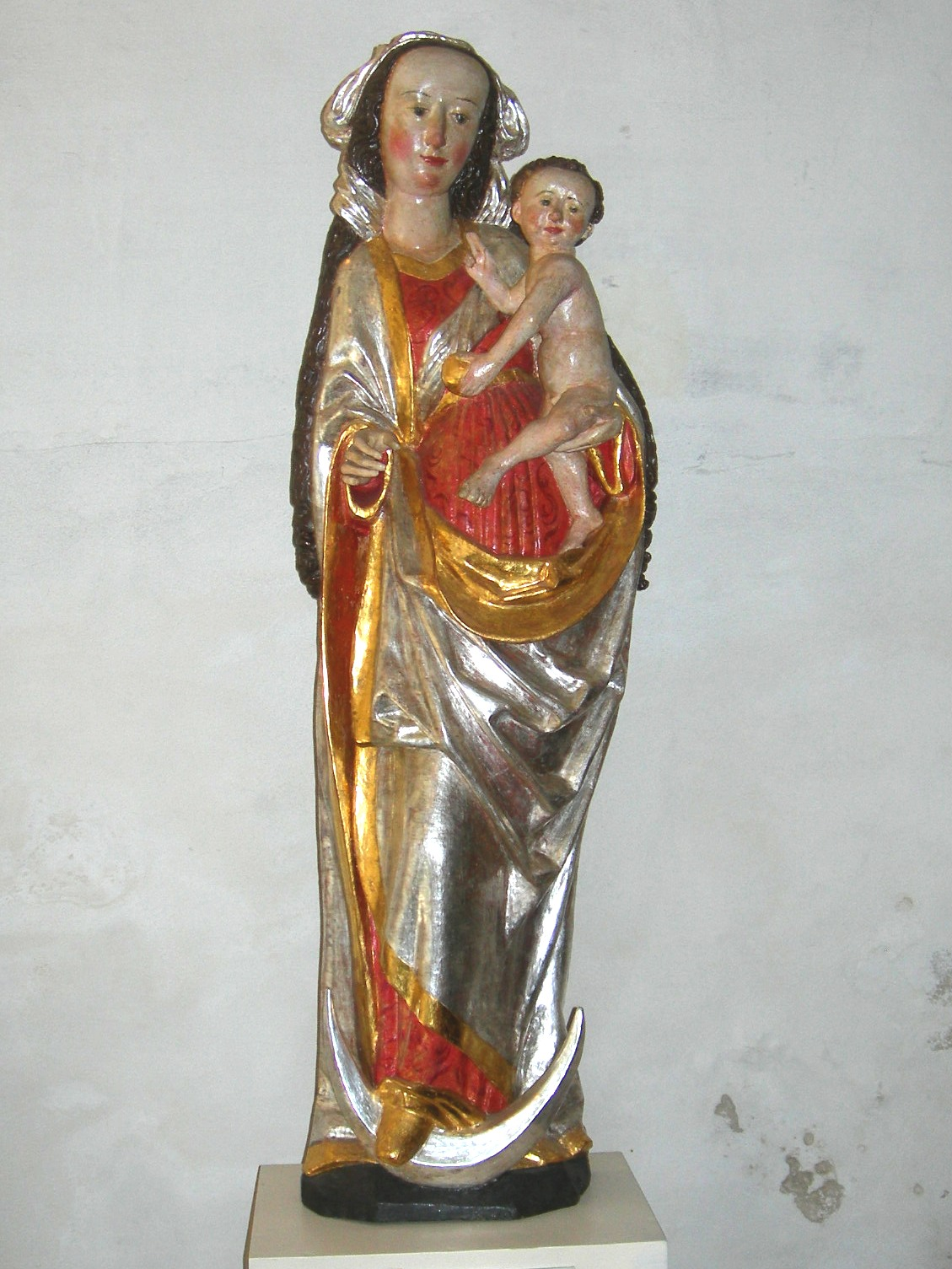
Мадонна из Лохотина
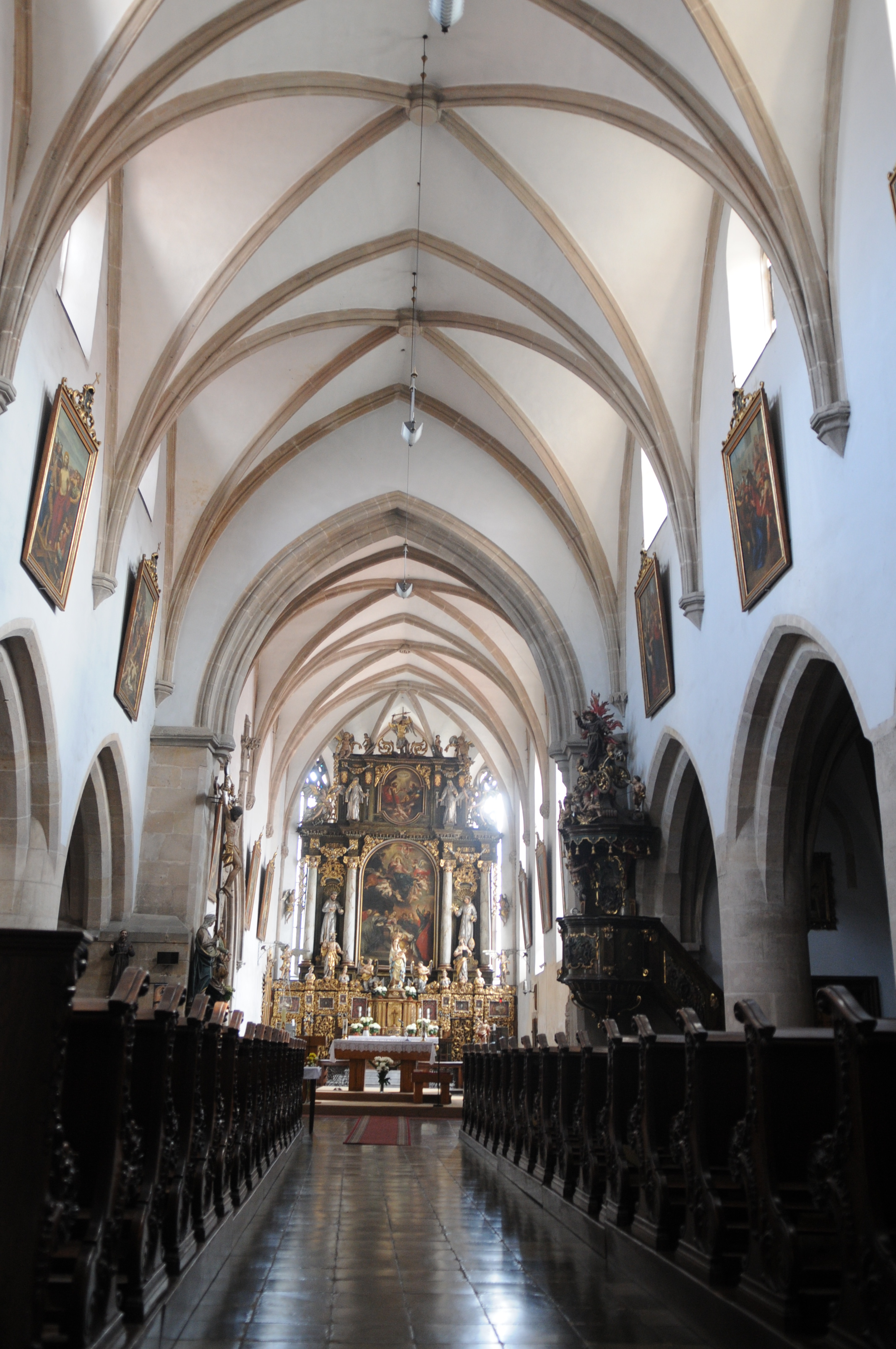
Храм Вознесения Девы Марии
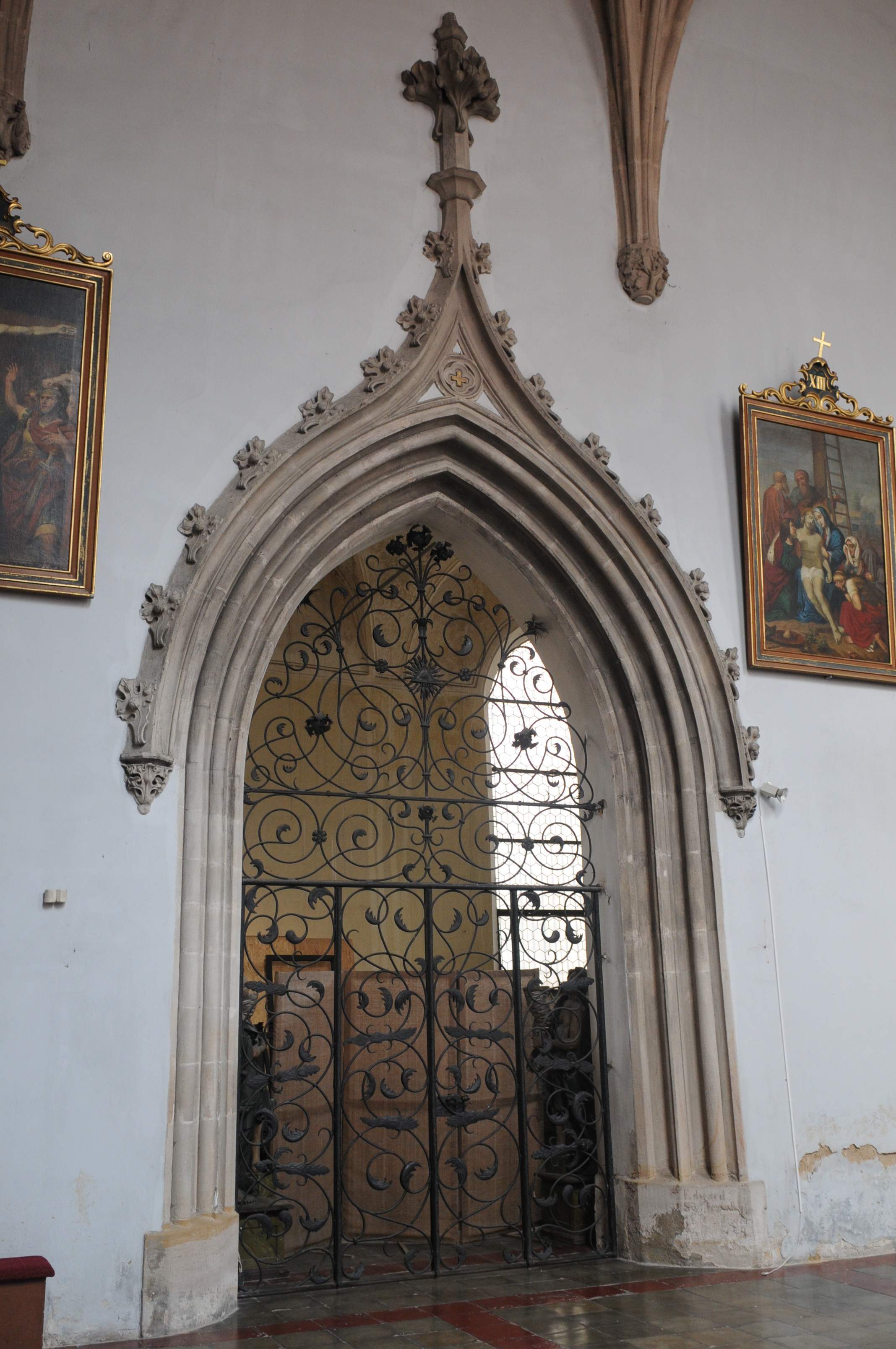
Портал в пресвитерий, ведущий до часовни Святой Троицы
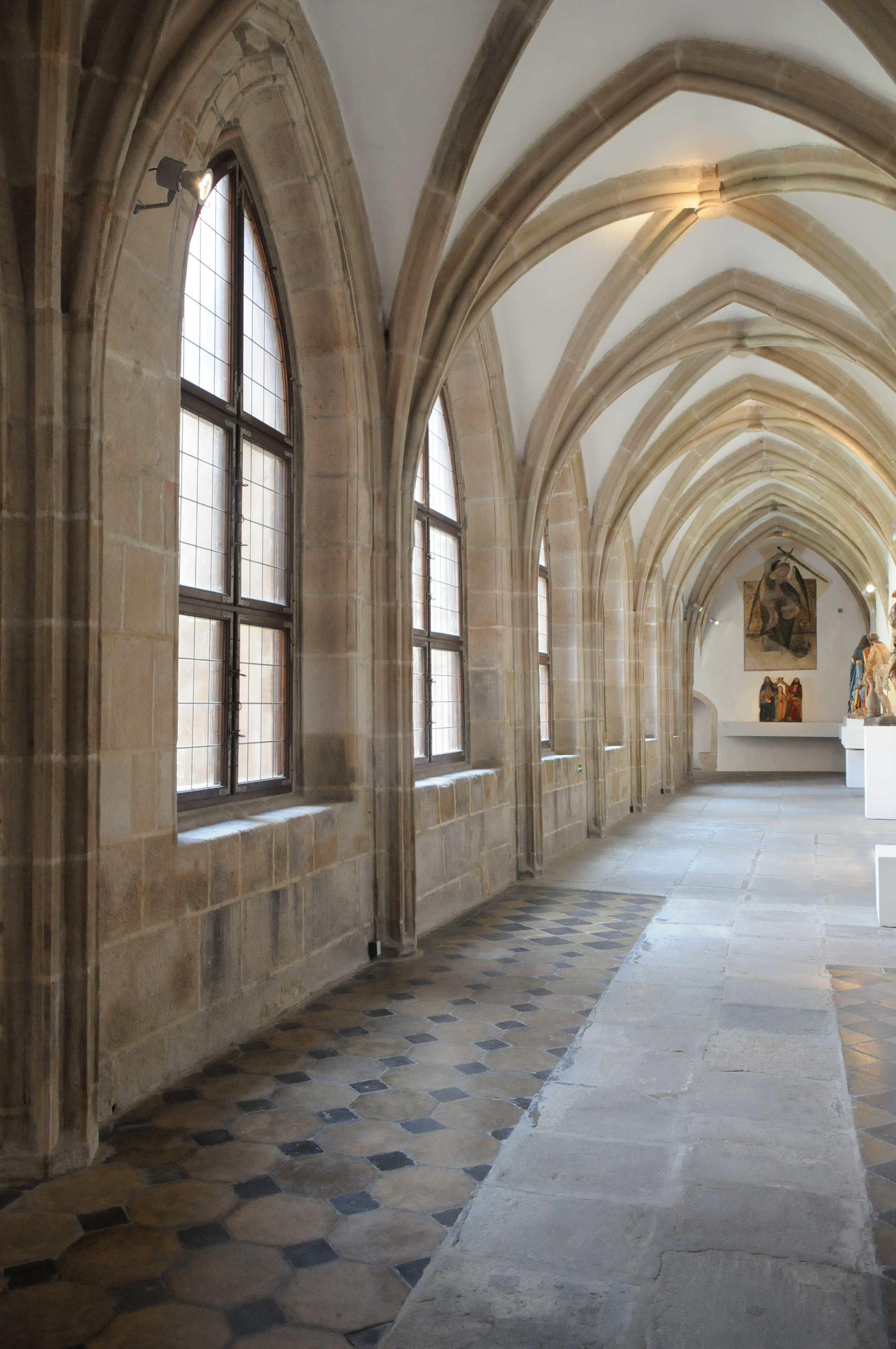
Монастырский клуатр, восточное крыло
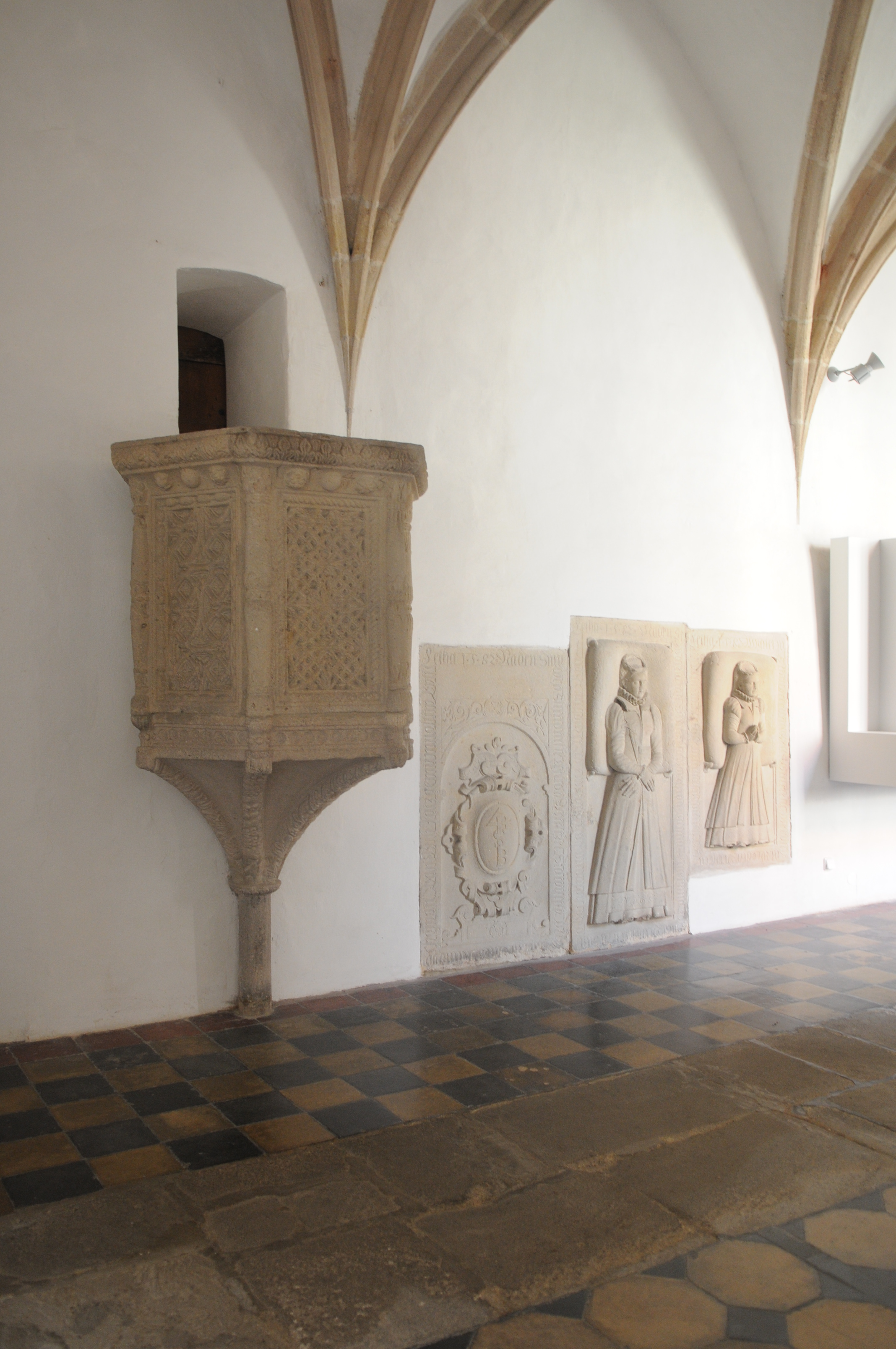
Кафедра в южной части клуатра
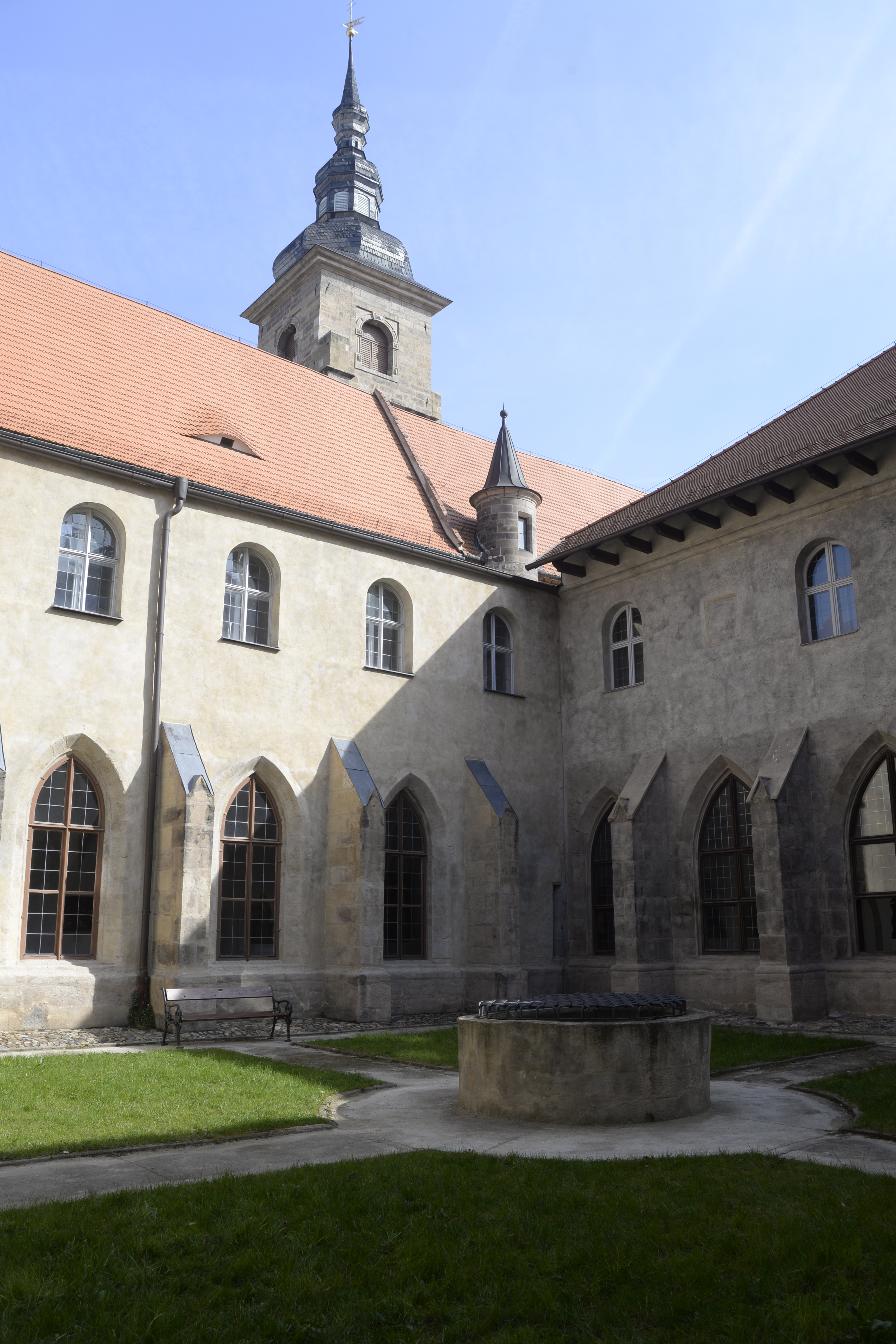
Райский сад
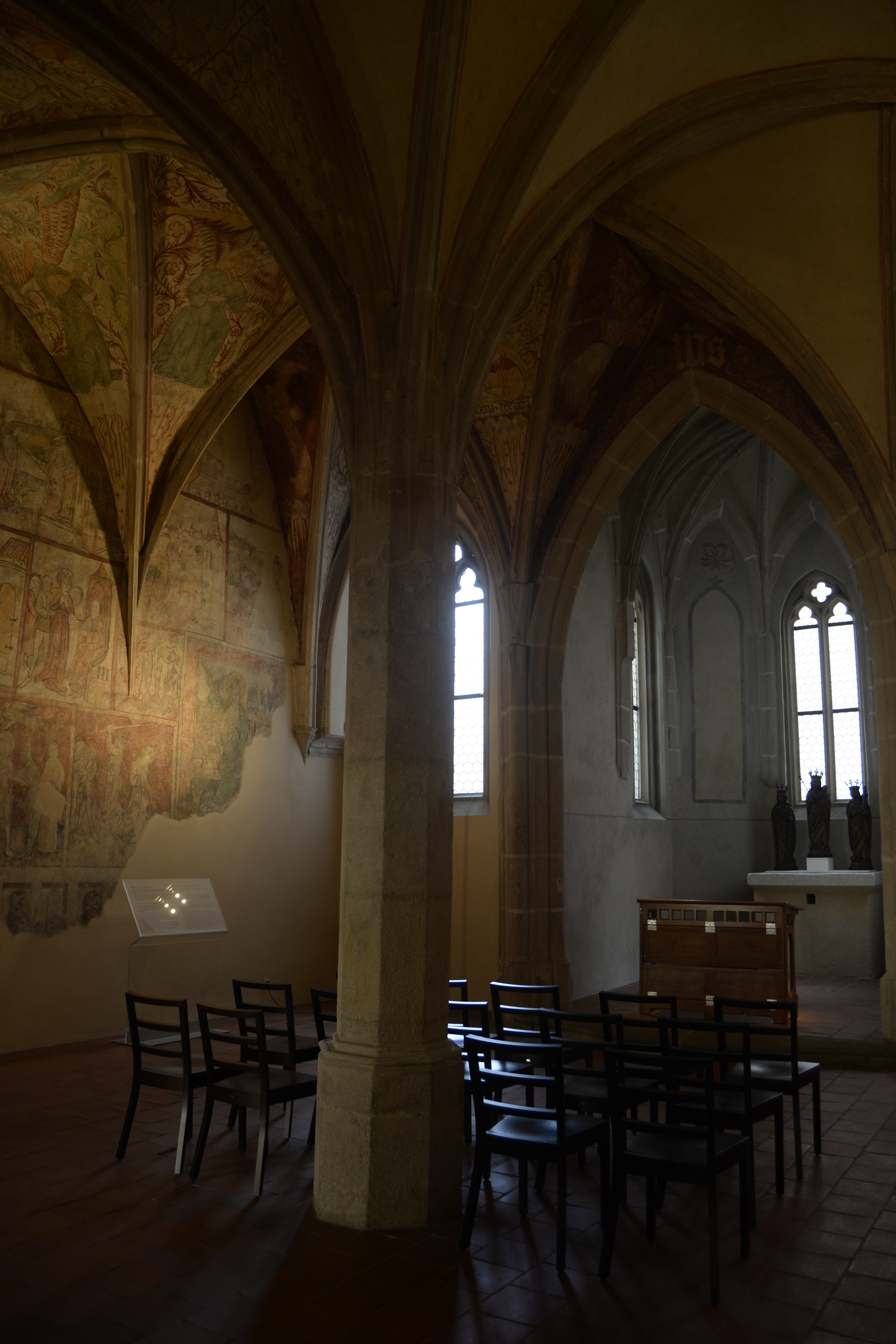
Дом капитула
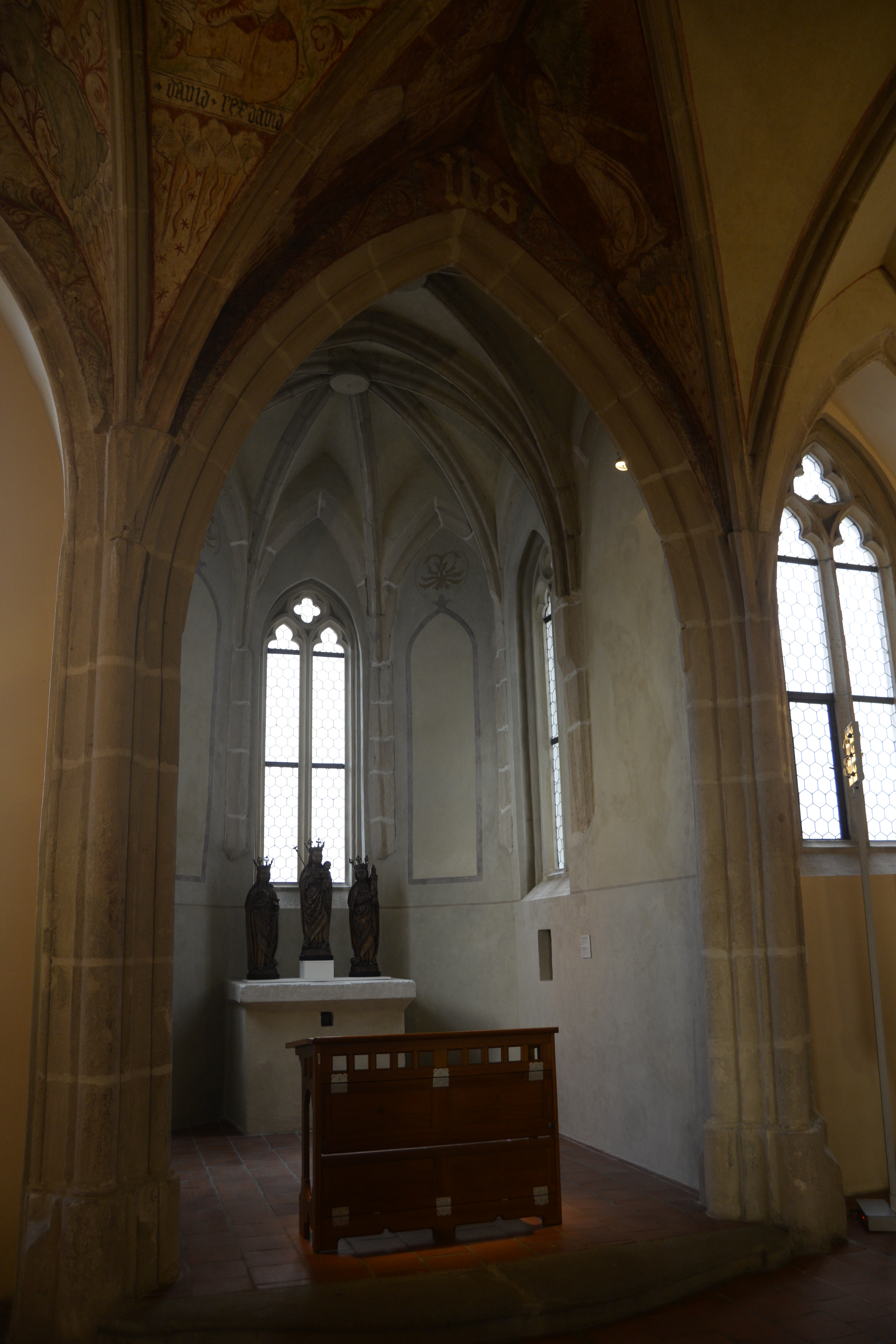
Часовня Св. Варвары
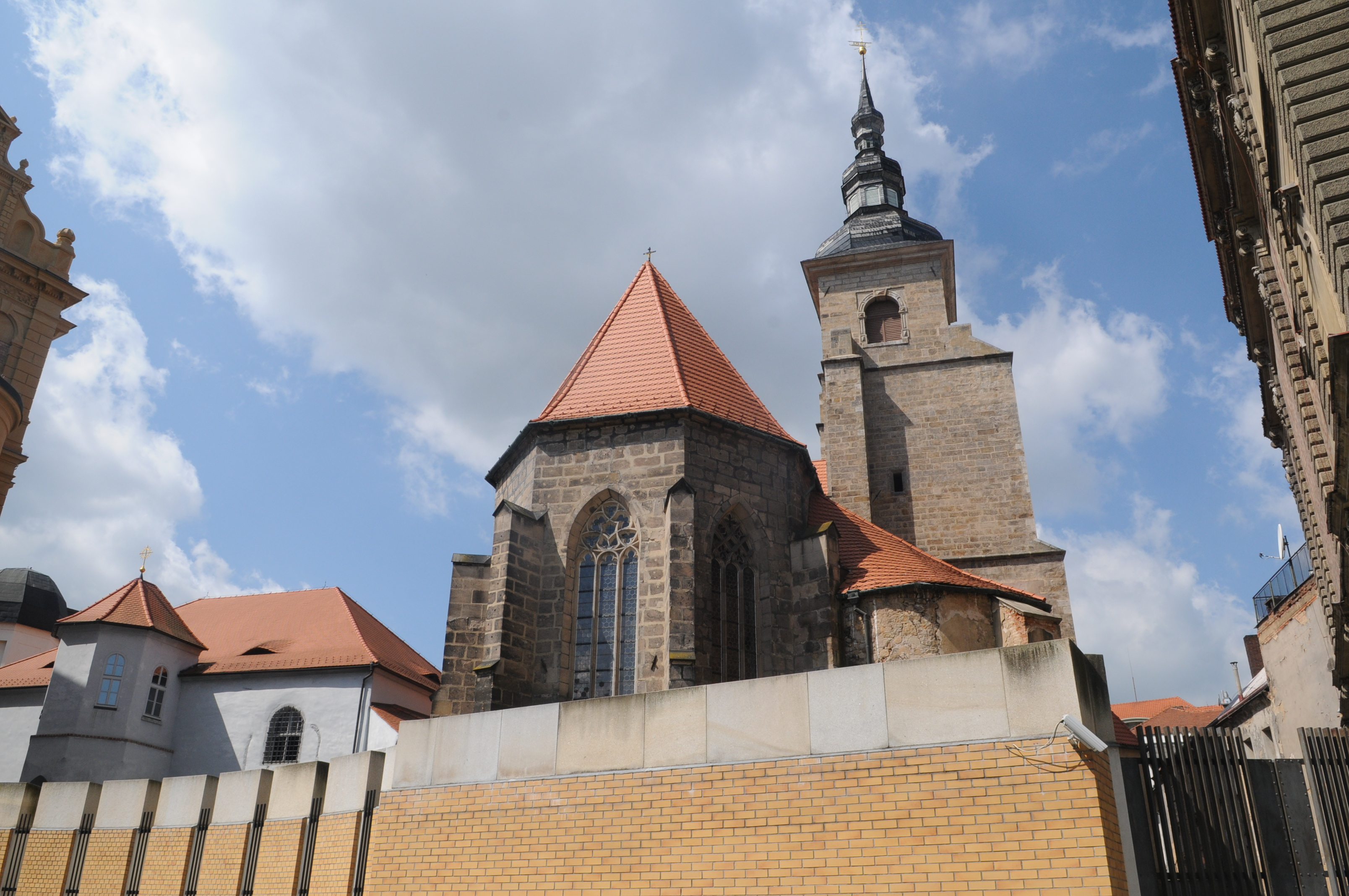
Вид на монастырский комплекс с востока
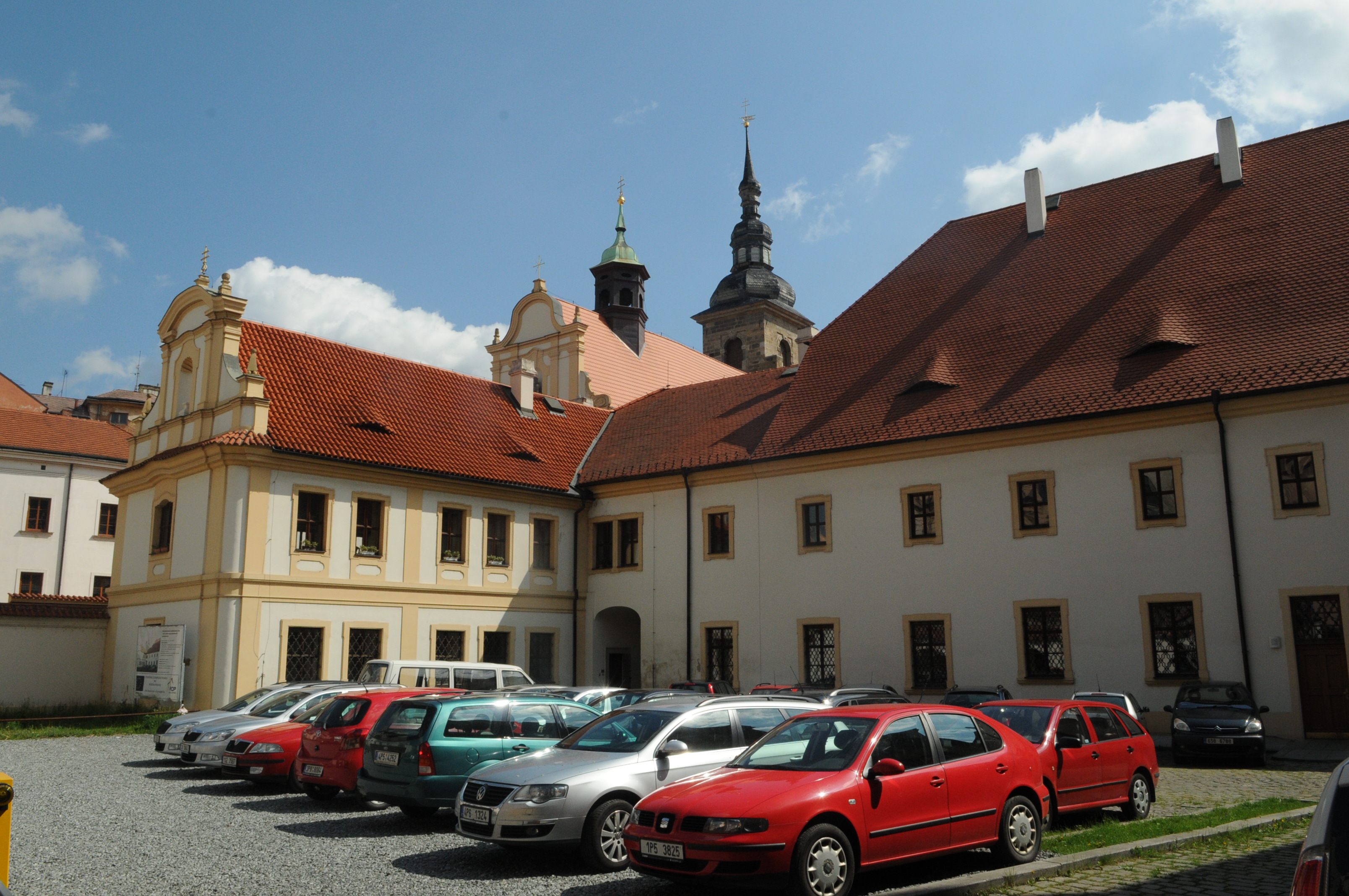
Вид на монастырский комплекс с запада